# Lytorhynchus ridgewayi
Lytorhynchus ridgewayi är en ormart som beskrevs av Boulenger 1887. Lytorhynchus ridgewayi ingår i släktet Lytorhynchus och familjen snokar. Inga underarter finns listade i Catalogue of Life.
Denna orm förekommer i Iran, Turkmenistan, Uzbekistan, Afghanistan och Pakistan. Arten lever i kulliga områden och i bergstrakter upp till 2400 meter över havet. Den vistas i öknar med fast sand, lera eller klippor som grund men den undviker sanddyner. Växtligheten utgörs främst av glest fördelade buskar. Lytorhynchus ridgewayi hittas ofta i områden där den kan skapa underjordiska bon. Individerna är nattaktiva och de har ödlor som geckor och agamer som föda. Honor lägger 3 eller 4 ägg per tillfälle, ofta i juni eller juli.
Regionalt hotas beståndet när jordbruk etableras eller vid anläggning av bergtäkt för gips eller marmor. Hela populationen anses vara stor. IUCN kategoriserar arten globalt som livskraftig.